# Marco Aurélio Cunha
Marco Aurélio de Almeida Cunha (São Paulo, 28 de fevereiro de 1954) é um médico, dirigente esportivo e político brasileiro, filiado ao Partido Social Democrático (PSD). É Diretor executivo de futebol do Figueirense Futebol Clube (2024). Foi vereador pela cidade de São Paulo, renunciando ao cargo para ser coordenador do Futebol Feminino da CBF e deputado estadual por alguns dias.

## Biografia
Atua como médico ortopedista por mais de 30 anos. Se formou na faculdade OSEC, hoje conhecida como Unisa e  iniciou seu trabalho na área esportiva na década de 1970, como estagiário do departamento médico do SPFC, permanecendo no clube até 1990. Atuando como ortopedista, passou pelo Bragantino e Guarani, respectivamente. Em 1994 tornou-se consultor médico e de gestão da Parmalat no Brasil. Após isso, atuou por 2 anos no Japão como consultor médico e esportivo nas equipes do Kashiwa Reysol e Verdy Kawasaki.
Retornou ao Brasil em 1996, onde atuou como diretor de futebol do Coritiba, passando pelo Santos, Figueirense, Avaí, e em 2002 retornou ao São Paulo, como dirigente de futebol. Lá, com o tricolor, ajudou nas conquistas da Libertadores e o Mundial de 2005 além do tricampeonato brasileiro 2006-2007-2008.
Em 2008, foi convidado pelo prefeito de São Paulo, Gilberto Kassab a filiar-se ao Partido Democratas, pelo qual concorreu nas eleições paulistanas, sendo eleito vereador com 38.421 votos. Sendo reeleito em 2012 com 40.130 votos. Foi corregedor geral, por anos, membro da comissão de justiça e defesa da cidadania e vice-presidente da Câmara Municipal de São Paulo. Também foi líder de bancada do Partido Social Democrático. 
Recentemente, o também conhecido por seu acrônimo MAC tornou-se um dos principais nomes de oposição ao presidente são-paulino Juvenal Juvêncio. Em 4 de agosto de 2013, no programa Mesa Redonda, da TV Gazeta, Cunha promoveu forte discussão com o atual vice-presidente de marketing do clube, Júlio Casares, com troca de farpas. Nas eleições internas do Clube, em 2013, Marco Aurélio Cunha foi reeleito Conselheiro e no final de 2013, tornou-se Conselheiro Vitalício. Em 2014 concorreu às eleições para deputado estadual, em São Paulo, mas ficou na sexta suplência.
Em maio de 2015, Marco Aurélio Cunha renunciou o cargo de vereador em São Paulo pelo PSD e assumiu a coordenação de futebol feminino da CBF. Ele foi convidado para coordenar a seleção feminina para o Panamericano de 2015 em Toronto e a Olimpíada de 2016, no Rio.
Em setembro de 2016, retornou ao São Paulo para ser diretor Executivo de Futebol até o fim de 2016, período pelo qual se licenciou de seu cargo na CBF.
Após ficar na suplência, em 8 de março de 2019, dia internacional da mulher, assumiu o posto de deputado estadual por alguns dias (até o final da legislatura vigente), na vaga do falecido deputado Jooji Hato, tendo seu discurso marcado pela defesa do futebol feminino.
Após 5 anos, em 2 de junho de 2020, anunciou sua saída do cargo de coordenador de seleções femininas da CBF para se dedicar à candidatura a presidência do São Paulo no final do ano.